# Chiesa della Santissima Croce
La chiesa della Santissima Croce sorge nel territorio comunale di Taranto, sull'omonima collina

## Storia e descrizione
La chiesetta fu costruita nel XVIII secolo sull'omonima collina sulla quale il beato Angelo d'Acri dell'Ordine dei frati minori cappuccini in occasione di una predica di quaresima piantò una croce (da allora la collina fu chiamata appunto della croce). Fu sicuramente uno dei primi insediamenti cappuccini in seguito divenne la chiesa dei portuali della vicina real dogana, dopo poco tempo nel 1834 in questa chiesa fu fondata la Confraternita della Santissima Croce che da allora ne curò la gestione e il decoro. Agli inizi del Novecento la chiesa fu destinata dall'arcivescovo Jorio a essere la prima parrocchia del nascente quartiere dei Tamburi (funzione che mai assolse per via della sua lontananza dall'abitato) molto tempo dopo la chiesa venne inspiegabilmente abbandonata e chiusa al culto, negli ultimi tempi si propose la demolizione dell'edificio per permettere il potenziamento della linea ferroviaria della vicina stazione ma nulla si fece; la chiesa versa in uno stato di abbandono nonostante alcune associazioni ambientaliste abbiano fatto varie proposte alla locale amministrazione per il recupero dell'area.
Il territorio è inserito nella vicaria di Taranto Nord dell'arcidiocesi di Taranto.